# Caso de Trans-en-Provence
El caso Ovni de Trans-en-Provence fue un acontecimiento en el que un objeto volador no identificado dejó evidencia física en un sector rural, en la forma de residuos quemados. El acontecimiento tuvo lugar el 8 de enero de 1981, en las afueras de la comuna de Trans-en-Provence en el Departamento de Var, Francia. Fue descrito por la revista Popular Mechanics con la frase: «quizá sea el avistamiento más cuidadosamente y documentado de todos los tiempos».

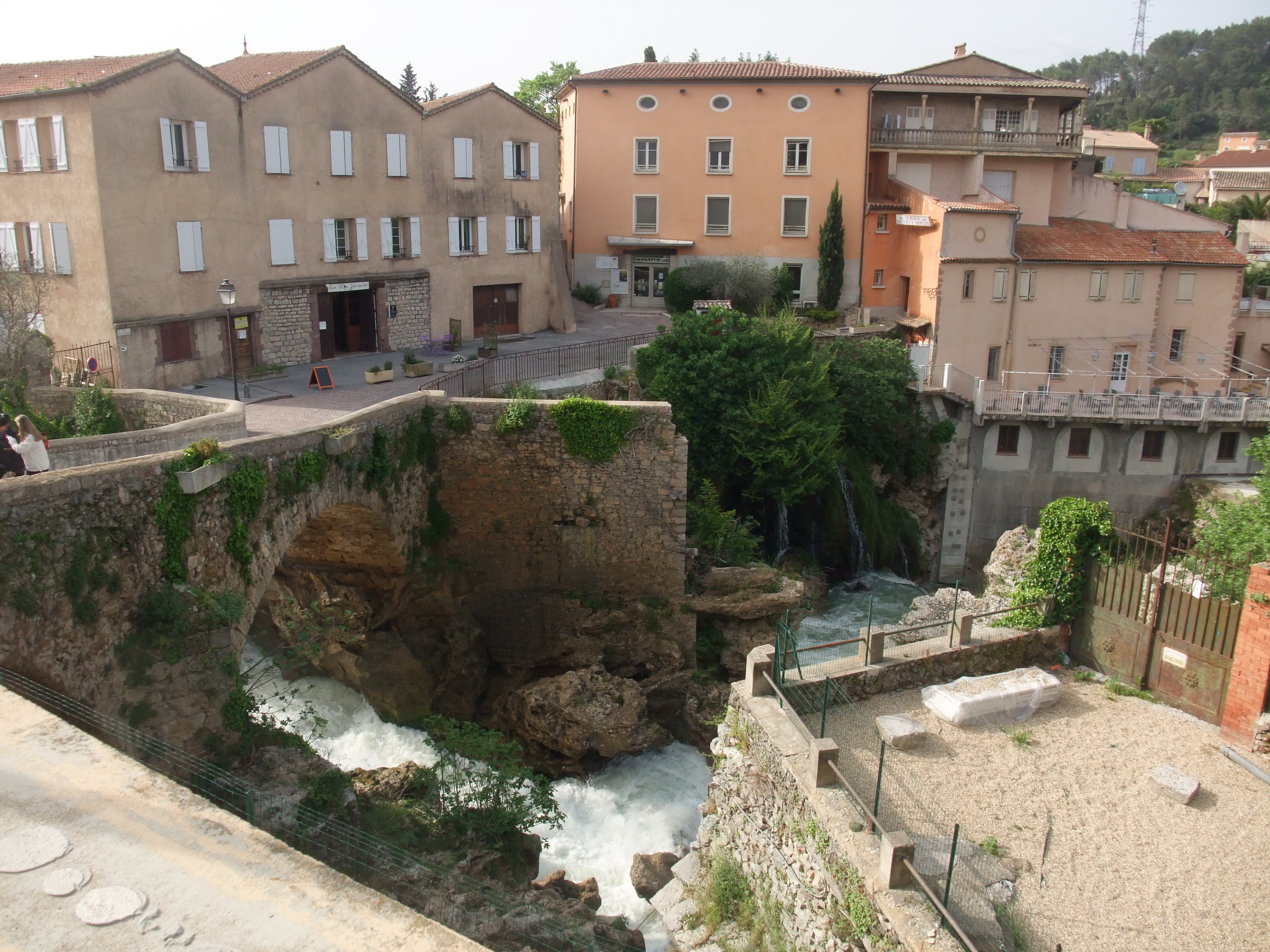
Comuna de Trans en Provence.

## Detalles del acontecimiento
El caso comenzó a las 5 PM del 8 de enero de 1981. Renato Nicolaï, un granjero de 55 años, oyó un extraño sonido parecido a un silbato mientras realizaba trabajos agrícolas en su propiedad. Entonces vio un objeto en forma de platillo de aproximadamente 2,4 metros de diámetro a unos 46 metros sobre el terreno.
Según el testigo: «el aparato tenía la forma de dos platillos, uno sobre el otro. Debía de haber medido aproximadamente 1,5 metros en altura y tenía un color gris. El objeto tenía una cresta alrededor de su circunferencia. Bajo el aparato vi dos clases de piezas cuando esta se elevaba. Podrían ser reactores o pies. Había también dos otros círculos que parecían ser trampillas. Los dos reactores, o pies, se extendían aproximadamente 20 centímetros bajo el cuerpo del objeto». Nicolaï declaró que el objeto se posicionó en el aire, ubicándose por encima de unos árboles en el lado noreste de donde él estaba. Dejó marcas de quemadura en la tierra donde presuntamente se posó.
Al día siguiente, por consejos de la mujer de su vecino, la señora Morin, Nicolaï dio aviso del acontecimiento a una unidad militar de su país, la gendarmerie. Ellos procedieron a entrevistar Nicolaï, tomar fotos de la escena, recoger tierra y muestras de las plantas del campo. El caso era más tarde enviado al GEIPAN, o GEPAN (Groupe d'Étude des Phénomènes Aérospatiaux No-identifiés) como se conocía en aquel tiempo, para su revisión.

## Análisis de evidencia
En el análisis realizado por GEPAN, indicaron que la tierra había sido comprimida por una presión mecánica de aproximadamente 4 o 5 toneladas, y se le aplicó una temperatura de entre 300 y 600 °C. En el material que tenían de muestra, se encontraron elementos de fosfato y zinc y el análisis de alfalfa cerca del sitio de aterrizaje mostró niveles de chlorophyll de entre 30% y 50% más bajos de lo esperado.

## Impresiones y explicaciones
Nicolaï inicialmente creyó que el objeto era un dispositivo militar experimental. Ahora, como su granja está muy cercana a la base militar de Canjuers, hace que tal teoría sea para muchos la más verosímil. Aun así, la investigación del GEPAN se centró en dar una explicación más convencional, como alguna causa natural atmosférica o del mismo terreno. Se sabe que la investigación del GEPAN fue en conjunto con la gendarmerie y que duró dos años. Finalmente GEPAN nunca entregó una explicación razonable.

## Análisis
Algunos los científicos franceses insisten que la investigación del GEPAN fue defectuosa, especialmente en el estudio del rastro físico.
El informe de la policía indicó que el rastro, el cual apareció en una carretera activa, parecía uno hecho por el neumático de un automóvil. Esta explicación fue rechazada por el GEPAN debido a que solamente era la versión un único testigo que decía eso. El rastro físico que se tenía no es un círculo perfecto, se veían dos especies de semicírculos que se cruzan uno sobre otro. Otro punto es que la forma circular de la evidencia en el terreno no coincide con la descripción del OVNI hecha por Nikolaï. En una entrevista para la televisión francesa, Nikolaï confirmó que hubo varios vehículos pasando por la misma carretera al momento del avistamiento.

## Jacques Vallée
En 1988, 7 años más tarde del avistamiento, el conocido ufólogo Jacques Vallée, nacido en Francia, revisó el caso, escribiendo un artículo sobre el mismo.